# NGC 3186/1
NGC 3186/1 је галаксија у сазвежђу Лав која се налази на NGC листи објеката дубоког неба.
Деклинација објекта је + 6° 57' 52" а ректасцензија 10h 15m 53,4s. Привидна величина (магнитуда) објекта NGC 3186 износи 14,2 а фотографска магнитуда 15,2. NGC 31861 је још познат и под ознакама MCG 1-26-28, CGCG 36-74, NPM1G +07.0216, PGC 29963.